# Александр Кристиан Фридрих Вюртембергский
Александр Кристиан Фридрих Вюртембергский (нем. Alexander Christian Friedrich von Württemberg; 5 ноября 1801, Копенгаген — 7 июля 1844, Вильдбад) — член Вюртембергской династии, поэт и офицер.

## Биография
Александр Вюртембергский — сын герцога Вильгельма Фридриха Вюртембергского, брата короля Вюртемберга Фридриха I, и его супруги Вильгельмины фон Тундерфельдт-Родис. Родился в Дании, где его отец состоял на военной службе. Получил военное образование, служил в звании подполковника в 3-м вюртембергском кавалерийском полку в Эслинген-ам-Неккар. 
Его летней резиденцией служил местный замок в Зерахе. К себе в гости Александр приглашал таких поэтов как Эмма Ниндорф, Густав Шваб, Теобальд Кернер, Юстинус Кернер, Людвиг Уланд Герман Курц. Эти поэтические встречи получили название «Зерахский поэтический кружок». Дружеские и доверительные отношения у Александра Вюртембергского сложились с поэтом Николаусом Ленау. 
В 1832 году Александр женился на графине Фештетич, проживал попеременно в Австрии и Вюртемберге. 
Зиму 1843—1844 года провёл в Италии по состоянию здоровья, затем по рекомендации врачей выехал на лечение в Вильдбад, где умер от инсульта. Похоронен в штутгартской монастырской церкви. В его творческом наследии — лирический сборник «Голоса времени», неоконченная пьеса и переписка с графиней Марией фон Таубенгейм и Карлом Кристианом Фридрихом Векхерлином.

## Брак и дети
3 июля 1832 года, Александр женился на графине Елене Фештетикс фон Тольна (1812—1886). У них родилось четверо детей:
- Граф Эберхард Вюртембергский (25 мая 1833 — 17 января 1896), женат не был. Детей не имел.
- Графиня Вильгельмина Вюртембергская (24 июля 1834 — 19 февраля 1910), замужем не была. Детей не имела.
- Графиня Паулина Вюртембергская (8 августа 1836 — 6 октября 1911), 25 апреля 1857 года, вышла замуж за графа Максимилиана Адама фон Вутенау-Гогентурма (1834—1912). У пары родилось трое детей:
  - Максимилиан Адам фон Вутенау-Гогентурм (1 мая 1859 — 18 мая 1859), умер в младенчестве.
  - Вилма фон Вутенау-Гогентурм (12 января 1861 — 7 мая 1931), 28 сентября 1880 года вышла замуж за Карла Ганса фон Вутенау-Гогентурма (1850—1915). У пары родилось шестеро детей.
  - Карл фон Вутенау-Гогентурм (26 июня 1863 — 13 ноября 1946), была дважды женат. Шесть детей от первого брака.
- Граф Карл Александр Вюртембергский (29 марта 1839 — 19 июня 1876), женат не был. Детей не имел.